# Nevidzany (okres Prievidza)
Nevidzany (Hongaars: Nevigyén) is een Slowaakse gemeente in de regio Trenčín, en maakt deel uit van het district Prievidza.
Nevidzany telt 296 inwoners.